# 遗传学入门

一段DNA：雙螺旋型的DNA序列中间，被橙紅色骨架包著的扁平部分，就是承载着遗传信息的核苷酸碱基对；而两侧的橙紅色骨架，則是核苷酸中的磷酸部分。

遗传学是一门研究基因的学科，其目的是尝试解释什么是基因以及它们是如何发挥作用的。基因的作用，可以认为是现存生物从其远祖所继承下来的特质。而基因学所探索的其中一个方向，就是确定哪些特征是可以被遗传的，以及解释这些特征是如何被世代相传的。
在基因学里，生物的特征通常被称为性状。我们最容易理解的性状，即生物的体征——如人類瞳孔的颜色、高矮胖瘦等。然而，还有很多其他类型的性状，包括生长繁殖方式、抗病能力等，均屬於生物性狀。这些性状通常都是会遗传的。但是有一些性状会因为环境的改变而出現个体差异，例如高个子的儿子可能因为生长期营养不良而长得较为矮小，尽管很可能他实际上遗传了能长很高的基因。在基因与环境的共同影响下，想要釐清各个个体的性状是一件非常复杂的事。例如，想要瞭解某个人得癌症或心脏病的几率有多高的話，除了要看其家族史之外，还要看他的生活品质。这解释了为什么有的人就算不吸烟也会得肺癌，而另一些人吸了一辈子烟却很长寿。
遗传信息主要是由一条很长的分子链承载的，这条分子链叫做DNA。上一代生物通过复制这条DNA链，就能把其性状传递给下一代。我们可以把DNA理解为電腦中安装的所有程序，而生物则是一个很特殊的電腦，可以根据这套程序来生长及运作；而基因则是指DNA中具备某一种功能的片段，就好比一个程序，例如TRPV1这段基因就是用来制造可以让人感受辣味的感觉部件的。
需要注意的是，我们所说的某个具体基因，其实际内容形式可能并不一样。比如说，某一个基因是用来描述头发颜色的：在头发生长的时候，这段基因会产生各种不同的颜料，并附着于头髮中；拿汉族人来说，他们的基因通常会产生黑色的头髮；但个别人的同一个基因中的内容和大多数人有所差异，结果他们的头髮就不是黑色的了。基因中的内容，是由成百上千甚至到几十万的碱基对构成的，这些碱基对中的一部分可能会发生突变，假如突變位置發生在「非可变数目串联重复序列」（有意義的基因表達）的位置上，就會导致生物间同一个基因的内容差异。这种突变通常是随机事件，不僅有機會产生新的性状，甚至是导致生物进化的重要一环。

## 生物中的遗传性

### 基因与遗传
基因，是完整遗传信息的基本单位，父母通过复制并分配基因给下一代而遗传他们的性状，就像从两副扑克牌中各抽出一半来组成一副新的扑克牌。这一副新的扑克牌必然和父母类似，但又不会完全一样。绝大多数动物，包括人类，都有两套基因。在繁殖的时候，父母分别贡献其中一套来组装成两套新的基因。因此，后代和父母之间的基因数量完全一致，只是这两套基因中的每一对基因，都是分别来自父母的。
不同的基因，在混合之后的效果是不一样的。拿眼睛虹膜的颜色来说，这是由控制虹膜颜色的基因决定的。由于有两套这样的基因，这一对基因我们称之为等位基因。如果父亲的两套基因都是绿色的，而母亲的两套基因都是棕色的，那么小孩的这一对等位基因肯定是一个棕色一个绿色。在两个基因的指令不一样的时候，最终的结果就要看这两个基因是如何协同工作的。在上面这个例子中，小孩的眼睛会是棕色的，这是因为对棕眼睛的基因的执行，会掩盖绿眼睛基因的执行结果。我们称被覆盖的这种基因为隐性基因，而会覆盖隐性基因的同一个基因为显性基因。

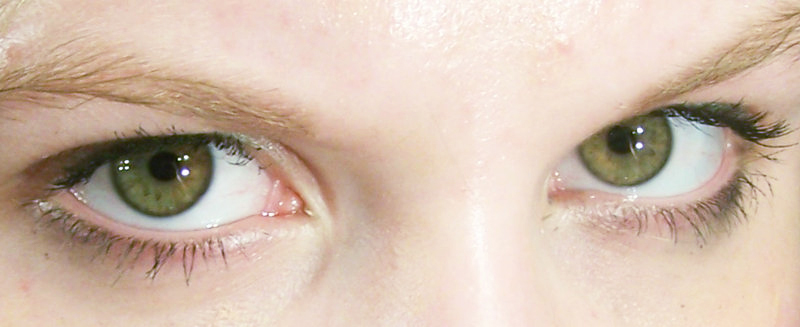
绿眼睛是一种隐性性状

虽然这一个棕眼睛小孩的基因中，确实含有绿眼基因，但就是没有任何一只眼睛是绿色的。这种表面能看到的性状（称为表型）和实际生物中的基因型並不一样，这时候我们会用大写的B来表示等位基因中的棕眼基因，而用小写的g来表示绿眼基因。于是，这个小孩的表型是棕色的眼睛，而基因型是Bg，或者说一个B等位基因，一个g等位基因。
如果这个小孩长大後，和另一个同样拥有Bg基因型的异性结合，那么他们的后代就会有4种情况：父B母B、父B母g、父g母B、父g母g。不过基因的表达不会因为来自父亲还是母亲而有所区别，因此BB型和gg型的概率都为1/4，而Bg型则有一半的概率。由是之故，孙辈中可能会拥有与祖父一样的绿色眼睛，尽管他的父母眼睛都是棕色的。这种现象叫做隔代遗传。
事实上，很多性状的遗传情况並不像上面那样，能简单划分的，因为有时候某种性状是多个基因共同起作用的结果。比如说人的高矮，虽然说长得高的人自然有一组能让人长得高的基因，但我们却很难如棕眼睛还是绿眼睛那样，根据高矮来划分出两种人。由于和身高有关的基因不止一个，每一个这样的基因会分别有一定的贡献，最后的结果是身高並非只有一两个固定值，而是一个很大的变动范围。而且，有些性状和环境因素也有关系。如果一个人在儿童时期营养不良，他的眼睛颜色是不会因此而改变的，但却有可能因此长不高。

### 遗传病
许多疾病，比如传染病，主要是因为环境因素所造成的。然而，有一些疾病是会被遗传的，而且通常会出现在整个家族里面。还有一些所谓的失调症，则是在基因和环境的联合作用下，才会呈现出来。
因单一个等位基因所造成的遗传性疾病，我们称之为遗传病。像亨丁顿舞蹈症、囊肿性纤维化以及杜兴氏肌肉营养不良症就属于遗传性疾病。以囊肿性纤维化为例，这一疾病是一个叫做“CFTR”的单个基因发生突变导致的。这种病会被隐性遗传，或者说这一突变后的致病基因是隐性基因。其它和遗传有关的疾病则和多个基因有关，因此从父母中遗传到突变的基因，只会改变他们得病的概率或风险。这些疾病的遗传关系通常很复杂，甚至有可能还和环境因素有很大关系。
比如说乳腺癌，高风险家族的成员获乳腺癌的几率，能比低风险家族的成员高出50倍之多。这么大的差异很可能是因为与此有关的等位基因数量巨大有关，而其中的每一个只会对风险概率有一点点影响。科学家现在已经识别出一部分与此有关的基因，例如“BRCA1”以及“BRCA2”，但还有很多是没有被识别出来的。尽管基因问题是造成某些疾病的部分原因，但很多时候人们容易忽略其它因素，例如酗酒、抽烟或者不锻炼身体，这些都会明显增加患病的风险。正因如此，诸如乳腺癌这样由基因和环境共同决定的疾病，是很难简单地根据基因情况而进行准确预测的。

## 基因是如何发挥作用的

### 合成蛋白质
基因的一个重要功能，就是让有机体能根据其承载的信息来合成蛋白质，而蛋白质则是组成生物的重要零件。对于绝大部分生物而言（除了病毒），细胞是有机体的最小独立单位。以人类为例，一个成年人大约包含约1,000亿个细胞。而与此对比，某些细菌是由单个细胞组成的。细胞就像一个超小却又极端复杂的工厂，它可以自行制造它自己所需要的任何部件，甚至可以复制出一个新的工厂（称之为细胞分裂）。我们可以对细胞里面的物质做简单的分工：基因发出指令，而蛋白质则执行这些指令——包括修复细胞上的损伤，甚至复制一个新的细胞。细胞所制造出来的蛋白质类型非常丰富，而每一种蛋白质则通常只会完成特定的某一种工作。因此，如果细胞需要完成新的任务，就需要制造新的蛋白质。类似地，如果细胞需要调整运作的速度，就需要调整对应的蛋白质的产量。而基因则决定了细胞会于何时制造何种蛋白质，及其产量的多少。

基因的表达，首先需要将遗传信息从DNA上转录至信使RNA，然后再通过转运RNA翻译成蛋白质

蛋白质通常由20种称为标准氨基酸的分子组装而成的链状分子，它通常会团成球状，如同一个散乱的毛线球一般。其形状是由组成该蛋白质的氨基酸序列所决定的，而形状则决定了蛋白质的作用。比如说，某些蛋白质的部分表面与另一种分子的表面结构相配合，于是这两者之间就可以紧密结合。另一些被称为酶的蛋白质，则如同一个微型机器人一样，对特定的分子进行修改。比如在某种分子的特定部位接入另一段分子，或者按特定方式拆散某种分子。
如果进一步放大DNA序列，我们就会发现它实际上是由一些基本单位不断重复而成的。这些基本单位是四种特定的脱氧核糖核酸——腺嘌呤（A）、鸟嘌呤（G）、胞嘧啶（C）、胸腺嘧啶（T）。当我们用这些英文简写来描述一段DNA序列时，我们就称之为遗传密码。当细胞要解读并执行这些密码时，首先需要将DNA转录到信使RNA上。信使RNA实际上是指专门用于完成该工作的RNA，而RNA的结构和DNA非常相似，其组成的基本单元为核糖核酸（没有脱氧），并且用尿嘧啶替换了胸腺嘧啶。这一个转录的过程，是由另一些DNA序列所控制的（例如DNA启动子），它们能让细胞知道某段基因在DNA序列中的什么地方，以及控制细胞复制并执行该基因的频率和强度。而转录出来的信使RNA序列，则会被送往细胞内一个叫做核糖体的结构中。在这一个结构中，信使RNA会与转运RNA结合，而转运RNA则根据其序列不同而携带不同的氨基酸。在核糖体的帮助下，这些氨基酸最终会按照信使RNA的序列合成为一条完整的蛋白质分子链。离开核糖体的蛋白质，根据其中的氨基酸序列的不同，会自行折叠成不同的具备生物活性的形状。这其中将DNA中的信息转变为对应氨基酸的过程，被称之为翻译。

DNA的复制：将DNA解开为两股，然后用匹配的脱氧核糖核酸分别配对，形成两条新的DNA链

如果基因中的核苷酸序列发生改变，那么这个基因所产生的蛋白质中的氨基酸序列也会发生相同的变化。比如说如果一个基因中的某一段被剪除，那么它所产生的蛋白质也会相应变短，并且可能不会再起作用。所以说，不同的等位基因对生物有不同的效果。以头发颜色为例，头发的颜色取决于生成黑色素的数量。如果一个人拥有用于产生黑色的一套完整而正常的基因，他就会产生足够的黑色素让头发变黑。但是，如果对应的某些等位基因的序列和正常的不一样，那么它就有可能无法产生黑色素，头发也就因此变白。这种情况就是白化症，患此遗传病的人不仅头发是白的，连皮肤都是苍白的，甚至瞳孔的颜色也会显得与常人不一样。

### 基因的复制
每一次细胞分裂成两个细胞的时候，基因也会复制成两份。这一个复制DNA的过程被称为DNA复制。
DNA的复制过程很简单，却也很准确，这是由DNA本身的结构决定的。每一条DNA实际上是由两条链条紧密结合而成，就好像拉链一样。在平时，DNA就像拉起来的拉链。而在复制的时候，这条拉链通过特定的拉锁解开成两个部分。可以想象，如果有两个新拉链部件，就可以和这两个旧部分分别结合，形成新的两条拉链。
完成这个过程需要一个重要的条件，那就是拉链的两半能够精确匹配。DNA的两条链是通过它们的核苷互相结合而成的。前面提到了组成DNA的核苷有4种，而这四种核苷实际上是两两相配的——A和T、G和C，也就是说A是不可能和G或者C相配对的。这种准确匹配的一对核苷被称为碱基对。
因此，根据DNA的其中一条链就可以准确得到另外一半：复制的时候，首先DNA解旋酶将DNA如同拉链般分为两部分；接着，被解开的两条链会在各种酶的帮助下，和正确的核苷结合并形成新的两条DNA。然而这一过程偶尔也会出现一些小错误，例如塞入错误的核苷酸，从而造成DNA序列发生改变。这也是其中一种基因突变形式。基因的突变会产生與以往完全不同的蛋白质。大多数时候，这意味着某种功能出现故障，例如前面的白化病通常就是因此而无法正常产生黑色素。然而，在偶尔的情况下，这些新的蛋白质能发挥一些有意义的新作用，或者以更高的效率完成之前的同样任务。因为DNA序列改变而导致生物性状发生改变的过程，称为演化。

## 基因与进化

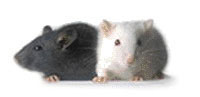
毛色不相同的两只老鼠

如果某一个生物群落的某一种性状变得普遍或者罕见，那么我们称这个过程为进化。比如说，在一个小岛上的所有老鼠，就可以认为是一个独立的老鼠群落。如果经过数代之后，原本罕见的白老鼠变得常见了，就可以说这些老鼠的毛色部分发生了进化。用遗传学术语说，这叫等位基因的频率发生了变化，具体在这个例子里面，就叫白毛等位基因的出现频率增大了。
某种等位基因变得常见或者罕见，可能是因为一种称为遗传漂变的偶然过程造成的，也可能是自然选择造成的。所谓的自然选择就是指，如果某个等位基因有利于一个生物的存活及繁殖，那么经过一段时间之后，这种基因就会变得更为常见；反之如果有害，则会变得罕见。如果因为气候原因令这个小岛变得越来越冷并经常被雪覆盖，那么白毛色显然有利于避免被天敌发现，那么白老鼠就更容易存活及繁衍后代。因此携带白毛色基因的后代会变得常见，而深色老鼠变得罕见。
基因突变对于进化是至关重要的，因为突变能创造出新的等位基因。这些新的等位基因产生了新的DNA序列，也就能创造有与以往不一样功能的新蛋白质。因此，即便这个小岛上最初只存在黑老鼠，最终也可能会因为基因突变的缘故而在下一代中产生白老鼠。随机突变所产生，以及其后通过自然选择留下有用的基因，使得生物能够适应周围的环境变化，且不断繁衍生息。

## 遗传工程
生物的性状是决定于细胞中的基因，也就是说，如果我们往细胞的DNA塞入新片段，这个细胞就有可能出现新的性状。基因工程就是利用这个原理，以达到特定的目的。比如说，粮食作物如果被注入北极鱼类的基因，就可以生产一种抗冻蛋白来保护它们的叶子，从而避免霜冻所带来的危害。其它例子还包括，加入在苏云金芽孢杆菌中发现的、能产生天然杀虫剂的基因。加入这种基因的植物能杀死吃这些植物的虫子，但是对人类无害。这种转基因植物是在其生长之前注入的，因此这种基因会存在于植物的各个部分，包括植物的种子、花粉等，以至其后代都携带有这些基因。这可能会出現将新基因（以及对应的新性状）传播到野生植物中的问题，逐渐引起大眾的关注。
在基因工程中所用的技术，现在也被发展为一种用于治疗遗传疾病的新技术，该技术被称为基因疗法。基因疗法的工作原理为试图用正常的等位基因来替代造成疾病的部分，然而这种疗法是在人成年并发病之后才引入的，因此并非所有细胞（尤其是生殖细胞）的基因都经过修正，因此他们的下一代依然可能会携带有问题的基因。

## 遗传学词汇
DNA
形状如螺旋状长梯的一条链状分子，由4种基本单元不断重复而构成。这些基本单元如同英文中的字母，而DNA就如同用英文字母写成的一篇文章。也就是说，这些基本单元所组成的DNA承载了遗传信息。
核苷酸
它们是DNA梯子中间的脚踏横木部分，也就是DNA中的重复部分。核苷酸有四种不同的类型（A、T、G及C），正是这些不同的形式承载了遗传信息。
RNA
由至少十几个核糖核苷酸通过磷酸二酯键连接而成的一类生物大分子，因含核糖而得名。
染色体
在细胞中含有一长串DNA序列绕曲并压缩在细小空间的闭合结构。不同的动植物，其染色体的数量及大小都不相同。
基因
DNA中的一个有效片断。如果说核苷酸是遗传信息的字母，则基因就是有这些字母所组成的一句话，它们控制了生物的外形以及行为等。又或者说，基因就像一段程序，让生物知道在何时应该制造或者做些什么，如长出一个眼睛还是一条腿，或者修复一个伤口。
等位基因
一种生物在某个基因上的各种不同形式。比如说，人类控制虹膜颜色的等位基因包括绿眼基因及棕眼基因等。
基因组
特定生物的一套完整基因。
基因工程
指一种认为添加或删除生物原有的部分基因的方法。
突变
DNA序列中的某个基因发生突发改变的事件。
遗传
通过父母或祖先传给后代的特征。

## 引用
1. 1 2  . Howstuffworks.com.   [2008-01-24]. （原始内容 (web resource)存档于2008-02-10）.
2. 1 2  How are human eye colors inherited? （页面存档备份，存于）, Athro Limited, Accessed 20 May 2008
3. ↑  Multifactorial Inheritance （页面存档备份，存于） Health Library, Morgan Stanley Children's Hospital, Accessed 20 May 2008
4. ↑  Low income kids' height doesn't measure up by age 1 的存檔，存档日期2008-05-26. University of Michigan Health System, Accessed 20th May 2008
5. ↑  requently Asked Questions About Genetic Disorders （页面存档备份，存于） NIH, Accessed 20 May 2008
6. ↑  Cystic fibrosis （页面存档备份，存于） Genetics Home Reference, NIH, Accessed 16 May 2008
7. ↑  Peto J. . Cancer Cell. June 2002, 1 (5): 411–2. ISSN 1535-6108. PMID 12124169. doi:10.1016/S1535-6108(02)00079-X.
8. ↑  What Are the Risk Factors for Breast Cancer? 的存檔，存档日期2009-04-29. American Cancer Society, Accessed 16 May 2008
9. 1 2 3  The Structures of Life （页面存档备份，存于） National Institute of General Medical Sciences, Accessed 20th May 2008
10. ↑  Enzymes （页面存档备份，存于） HowStuffWorks, Accessed 20th May 2008
11. 1 2 3  What is DNA? （页面存档备份，存于） Genetics Home Reference, Accessed 16 May 2008
12. ↑  DNA-RNA-Protein （页面存档备份，存于） Nobelprize.org, Accessed 20th May 2008
13. ↑  What is Albinism? 的存檔，存档日期2012-05-14. The National Organization for Albinism and Hypopigmentation, Accessed 20 May 2008
14. ↑  Mutations 的存檔，存档日期2008-05-15. The University of Utah, Genetic Science Learning Center, Accessed 20th May 2008
15. 1 2  Brain, Marshall. .  (web resource). Howstuffworks.com.   [2008-01-24]. （原始内容存档于2008-09-17）.
16. ↑  Mechanisms: The Processes of Evolution 的存檔，存档日期2008-05-27. Understanding Evolution, Accessed 20th May 2008
17. ↑  Genetic Variation 的存檔，存档日期2008-05-27. Understanding Evolution, Accessed 20th May 2008
18. ↑  Long underwear for water 的存檔，存档日期2009-01-10. Notre Dame magazine, 1998
19. ↑  Tifton, Georgia: A Peanut Pest Showdown （页面存档备份，存于） USDA, accessed 16 May 2008
20. ↑  Genetically engineered organisms public issues education （页面存档备份，存于） Cornell University, Accessed 16 May 2008
21. ↑  Staff.  (FAQ). Human Genome Project Information. Oak Ridge National Laboratory. November 18, 2005  [2006-05-28]. （原始内容存档于2013-07-08）.

## 深入阅读
- Jones, Steve. . Flamingo. 2000. ISBN 0-00-655243-9.（英国科普书奖获奖作品）
- Schwartz, James. . Harvard University Press. 2008. ISBN 0-67-402670-5.
- Hamer, Dean and Copeland, Peter. . Anchor. 1999. ISBN 0-38-548584-0.
- Goodsell, David. . Springer. 1996. ISBN 0-38-794498-2.